# Kafr Naseh, Tell Rifaat
Kafr Naseh (tiếng Ả Rập: كفر ناصح) là một thị trấn ở phía bắc tỉnh Aleppo, tây bắc Syria. Về mặt hành chính của Nahiya Tell Rifaat ở quận A'zaz, ngôi làng có dân số 1.433 theo điều tra dân số năm 2004.  Các địa phương gần đó bao gồm Tell Rifaat ở phía bắc, Kafr Naya ở phía tây, Maskan và Ahras ở phía nam và Herbel ở phía đông.